# 오기마치 모리코
오기마치 모리코(일본어: 正親町 守子 おおぎまち もりこ[*], 생년 미상 - 겐코 2년 11월 9일 (1322년 12월 17일))는 가마쿠라 시대 후기의 여관이다. 곤다이나곤 오기마치 사네아키라의 장녀이다. 후시미인ㆍ고후시미인의 후궁에 들어갔다. 칸인 법친왕ㆍ도키 법친왕ㆍ쇼인 법친왕ㆍ쵸조 법친왕ㆍ료세이 법친왕ㆍ코우시 내친왕 (쇼토쿠몬인)의 생모이다.

## 생애
처음에, 에이시 내친왕 (요토쿠몬인)을 모셨고, 산죠노츠보네라고 하였다. 후에 후시미 천황의 후궁에 들어가 칸인 법친왕ㆍ도키 법친왕을 낳았다. 또한 할아버지 토인 킨모리의 양녀가 되자, 고후시미 천황의 후궁에 들어가 쇼인 법친왕ㆍ쵸조 법친왕ㆍ료세이 법친왕ㆍ코우시 내친왕 (쇼토쿠몬인)을 낳고, 히가시노온카타(東御方)라 칭했다. 겐코 2년 (1322년) 11월 9일, 아버지보다 먼저 사망하였고, 향년은 불명이다.